# Poecile
Poecile је род птица из породице сеница (Paridae). Садржи 15 врста, које су распрострањене широм Северне Америке, Европе и Азије. У прошлости, већина аутора је таксон Poecile као подрод сврставала унутар рода Parus, али је Америчка Орнитолошка Унија (engl. American Ornithologists Union) иницирала да добије статус рода што је и прихваћено. Ова одлука је у складу са резултатима анализе митохондријалне ДНК.
Род Poecile је на ниво рода први уздигао немачки природњак Јохан Јакоб Кауп 1829. Научно име Poecile потиче од грчке ријечи poikilos што значи разнобојна.

## Врсте
Род садржи следећих 15 врста:
| Слика | Име                   | Латински назив        | Распрос.                                                                                                  |
| ----- | --------------------- | --------------------- | --- |
|       | Беловеђа сеница       | Poecile superciliosus | централна Кина и Тибет                                                                                    |
|       | Сеница шљиварка       | Poecile lugubris      | југоисточна Европа и југозападна Азија                                                                    |
|       | Пер Давидова сеница   | Poecile davidi        | централна Кина                                                                                            |
|       | Сива сеница           | Poecile palustris     | умерена Европа и северна Азија                                                                            |
|       | Каспијска сеница      | Poecile hyrcanus      | северни Иран, један дио Азербејџана                                                                       |
|       | Црна сеница           | Poecile hypermelaenus | централна и источна Кина до југоисточног Тибета и западне Бурме                                           |
|       | Планинска сива сеница | Poecile montanus      | умерена и суптропска Европа и северна Азија                                                               |
|       | Сечуанска сеница      | Poecile weigoldicus   | централна Кина                                                                                            |
|       | Каролиншка сеница     | Poecile carolinensis  | САД од Њу Џерзија до јужног Канзаса на северу до Флориде и Тексаса на југу                                |
|       | Црнокапа сеница       | Poecile atricapillus  | широм Северне Америке од Нове Енглеске до Њуфаундленда на истоку, и од Вашингтона до Аљаске на западу     |
|       | Горска сеница         | Poecile gambeli       | запад САД                                                                                                 |
|       | Мексичка сеница       | Poecile sclateri      | Мексико                                                                                                   |
|       | Сибирска сеница       | Poecile cinctus       | субарктичка Скандинавија и северна Азија, и у Северној Америци на Аљасци и на далеком северозападу Канаде |
|       | Канадска сеница       | Poecile hudsonicus    | Канада и Аљаска                                                                                           |
|       | Кестењастолеђа сеница | Poecile rufescens     | пацифички северозапад САД-а и западна Канада, од јужне Аљаске до северозападе Калифорније                 |